# بطولة كاريوكا 1936
بطولة كاريوكا 1936 هو موسم من بطولة كاريوكا. فاز فيه نادي فاسكو دا غاما.